# Stanisław Danielak
Stanisław Danielak (ur. 7 kwietnia 1906 w Łagiewnikach, zm. prawdopodobnie w 1944 w Gross-Rosen) – działacz komunistyczny.

## Życiorys
Brat Franciszka i Jana, także działaczy komunistycznych. Od 1924 pracował dorywczo w Poznaniu, od 1925/1926 członek KPP, a od 1927 – PPS-Lewicy. Był kolporterem Komitetu Okręgowego (KO) KPP. Agitacją przed wyborami do Rady Miejskiej w Poznaniu w 1929 zwrócił na siebie uwagę policji. Wszedł w skład komitetu organizacyjnego obchodów 12 rocznicy rewolucji październikowej, organizował spotkania z uczestnikami „delegacji robotniczych” do ZSRR. 30 października 1929 wraz z innymi członkami komitetu organizacyjnego został prewencyjnie aresztowany. W 1930 przed wyborami do Sejmu był członkiem Komitetu Wyborczego Jedności Robotniczo-Chłopskiej, uczestnicząc w kampanii wyborczej, za co 1 września 1930 został ponownie aresztowany i 20 lutego 1931 skazany przez poznański Sąd Okręgowy (SO) na rok twierdzy. Później jeszcze dwukrotnie otrzymywał niższe kary więzienia, a w 1938 został osadzony w obozie w Berezie Kartuskiej, gdzie przebywał do wybuchu wojny we wrześniu 1939. Na początku 1940 został wysłany na roboty przymusowe do Prus Wschodnich, a po powrocie do Poznania działał w konspiracyjnej Komunistycznej Partii Polski, założonej w lutym 1941. Od 1942 działacz PPR. 1 czerwca 1944 został aresztowany przez gestapo i osadzony wraz z innymi działaczami poznańskiej PPR w obozie karnym w Żabikowie, a po dwóch miesiącach przewieziony do obozu koncentracyjnego Gross-Rosen, skąd już nie powrócił.